# Jumpman
Jumpman es un juego de plataformas. Fue escrito por Randy Glover y publicado por Epyx en 1983. Originalmente desarrollado para Atari 400/800, se realizaron versiones para Commodore 64, Apple II y PC.

## Modalidad de juego
El juego consta de 30 niveles donde nos permitirá encarnar a Jumpman y dedicarnos a salvar a las personas brindando nuestra ayuda para bloquear bombas que enemigos de la ciudad irán dejando en el camino.

## Niveles de Jumpman
- Principiante ("Beginner") del nivel 1 al 8.
- Intermedio ("Intermediate") del nivel 9 al 18.
- Avanzado ("Advanced") del nivel 19 al 30.
- Aleatorio ("Randomizer"). La opción aleatoria permite al usuario jugar a todos los niveles al azar.

En la versión de Atari 800 y Commodore 64, el nivel aleatorio siempre comienza con Robots II.

## Otras versiones

### Jumpman Junior
Juego casi idéntico pero con nuevos niveles. Se publicó en 1984 para Commodore 64, Atari 400/800 y ColecoVision. 

### Jumpman Lives!
Una versión para MS-DOS llamado Jumpman Lives! salió en 1991, publicado por Apogee software y programado por un estudiante llamado Dave Sharpless. El juego está dividido en cuatro episodios, el primero de los cuales es shareware. Epyx, que todavía tenía los derechos para el juego, obligó a Apogee Software a retirarlo del mercado, cayendo a continuación en el dominio público.

## Juegos similares
- Miner 2049er (1982)
- Lode Runner (1983)
- Mr. Robot and His Robot Factory (1984)
- Ultimate Wizard (1984)